# Andreas And
Andreas And, död 1317, var en svensk präst, domprost i Uppsala 1278–1299 och riksråd 1302–1317. Han var med och redigerade Upplandslagen, och stödde svenska studenter vid Paris universitet med en donation. Andreas And omtalas första gången 1276 då han var magister, en lärdomsgrad han med största sannolikhet förskaffat sig vid universitetet i Paris.

## Släkt
And tillhörde en av de uppländska stormannasläkterna. Han var bror till Israel And, kusin till Birger Persson och släkt med Folke Johansson (Ängel).

## Verksamhet
Som domprost i Uppsala ingick han som andlig ledamot i den nämnd som skulle redigera Upplandslagen under ledning av lagmannen i Uppland, hans kusin Birger Persson (far till den heliga Birgitta). Därigenom fick And möjlighet att påverka kyrkobalkens utformning, och den skulle senare användas som komplement till Magnus Erikssons landslag. Inslagen av kanonisk rätt i kyrkobalken torde bero på hans inflytande.
1299 överlämnade ämbetet domprost i Uppsala till sin kusin Israel Petersson, Upplandslagmannen Birger Perssons broder, och nämnes sedan endast kanik, tills han efter Israels död, 1302, återtog domprostsysslan och därefter innehade den till sin död 1317.
Han blev känd som en generös donator och välgörare. I Paris instiftade han 1291 det första hemmet för svenska studenter med 12 platser, Collegium Uppsalense, beläget på västra Seinestranden. Huset låg "på andra sidan om lilla bron i kvarteret Ormen". Studenthemmet bestod till 1350-talet. Andreas And gav även pengar till en kommunitet, ett boende för fattiga studenter, vid domskolan i hemstiftet. Han skall även på uppdrag av släktingen Magnus Johansson (Ängel) ha grundat ett av Sveriges första helgeandshus år 1303, Uppsala helgeandshus, där fattiga fick härbärge och sjuka togs in för vård.